# Ulrich Bracker
Ulrich Bracker (* 1953) ist ein ehemaliger deutscher Notar. Er war von 2001 bis 2012 Präsident der Landesnotarkammer Bayern.

## Leben
Ulrich Bracker wurde 1979 mit einer Arbeit zum Thema „Betriebsübergang und Betriebsverfassung“ an der Ludwig-Maximilians-Universität München promoviert. 1984 wurde er Geschäftsführer der Landesnotarkammer Bayern, 1993 in deren Vorstand gewählt. Bracker ist Mitglied des Berufsrechtsausschusses der Bundesnotarkammer. Nach dem Tod Helmut Schippels übernahm er von diesem die Herausgeberschaft des Standardkommentars zur Bundesnotarordnung.
Bracker war als Notar in Weilheim tätig.
Seit 1971 war er Mitglied der Studentenverbindung AGV München im SV.

## Auszeichnungen
- 2007: Verdienstkreuz am Bande des Verdienstordens der Bundesrepublik Deutschland
- 2013: Bayerischer Verdienstorden